# Księżniczka i chochliki
Księżniczka i Chochliki (ang. Princess and the Goblin, węg. A hercegnő és a kobold, 1991) – japońsko-węgiersko-brytyjski film animowany w reżyserii Józsefa Gémesa powstały na podstawie powieści George’a MacDonalda pt. Królewna i goblin z 1872 roku. Jest to pierwszy pełnometrażowy film animowany pochodzący z Walii. 

## Fabuła
Opowieść o księżniczce, która przezwycięża swoje dziecięce lęki i ratuje królestwo ojca od złych chochlików.

## Wersja polska
W Polsce film został wydany na VHS (dwukrotnie) i DVD.

### Lektor z 1992 roku (VHS)
Film wydany na kasetach VHS w 1992 roku z polskim lektorem i angielskim dubbingiem.
Wersja polska: Polnet Service

Dystrybucja: Cass Film

Tekst: Anna Niżyńska

Czytał: Lucjan Szołajski

### Dubbing z 1999 roku
Film ponownie wydany na kasetach VHS w 1999 roku tym razem z polskim dubbingiem. Tę samą wersję wydano na płytach DVD w 2007 roku w serii Kotek Plotek poleca. Licencja Demel
Wersja polska: Studio En-Be-Ef.

W wersji polskiej udział wzięli:
- Renata Berger
- Anna Bielańska
- Hanna Kinder-Kiss
- Małgorzata Maślanka
- Iwona Rulewicz
- Jan Kulczycki
- Jacek Łuczak
- Grzegorz Pawlak
- Radosław Popłonikowski
- Krzysztof Zakrzewski

## Obsada (głosy)
- Sally Ann Marsh – Księżniczka Irena (Irene)
- Peter Murray – Curdie
- Joss Ackland – Król, ojciec Ireny
- Mollie Sugden – Looti, niania Ireny
- Claire Bloom – Praprababcia Ireny
- Rik Mayall – Książę Froglip
- Peggy Mount – Królowa Chochlików
- Robin Lyons – Król Chochlików
- Roy Kinnear – Mump
- Victor Spinetti – Glump
- William Hootkins – ojciec Curdiego